# 翔んだカップル
『翔んだカップル』（とんだカップル）は、柳沢きみおの漫画作品。『翔んだカップル』、『新・翔んだカップル』、『続・翔んだカップル』、『翔んだカップル21』の4作品からなる。さらに、『翔んだカップル』を原作とした実写映画およびテレビドラマも制作されている。漫画の『翔んだカップル』は1979年（昭和54年）度、第3回講談社漫画賞少年部門受賞。

## ストーリー

### 翔んだカップル
主人公・田代勇介（たしろゆうすけ）は、共学の私立高校・北条高校に入学し、上京してきた。外国に行っているおじ夫婦宅の一軒家に独りで住むことになり、不動産屋に男性の同居人探しを依頼した。ところが、不動産屋の手違いから、可愛く無邪気ながらも気の強い少女・山葉圭（やまばけい）と同じ屋根の下で共同生活を送る羽目になる。勇介は圭に好意を抱くが、自分の気持ちに素直になれず、顔を合わせれば口ゲンカの日々。そんな勇介にクラスの才女・杉村秋美（すぎむらあきみ）が興味をもち急接近。勇介は秋美との仲を深める一方で圭への想いも捨てられず、2人の間で揺れ動くことになる。圭は次第に勇介への想いを自覚するようになるが、秋美への嫉妬が障壁となって想いを素直に伝えることができない。大学受験が迫る中、勇介は圭と秋美との関係、そして将来の進路に答えを出していく。

### 新・翔んだカップル
大学生となった勇介と圭は交際を始めていた。勇介は人生の進路が定まらず思い悩み、圭は勇介とサークルの先輩・藤木との間で揺れ動く。

### 続・翔んだカップル
大学卒業を控え、勇介はプロボクサーになることを決意するが、圭は危険が伴うボクシングをすることに反対する。そのことが原因でやがて2人は破局を迎えることになる。

### 翔んだカップル21
勇介・圭・秋美は50歳になり、それぞれ子供をもうけていた。勇介の息子・勇一が圭の娘・佳奈と出会ったことをきっかけに3人は再会し、独身同士の勇介と秋美が接近。一方、3人の子供たちは親子2代にわたる三角関係に陥る。

## 主要登場人物

### 翔んだカップル
田代 勇介（たしろ ゆうすけ）
シリーズ全作品に登場。『翔んだカップル』、『新・翔んだカップル』、『続・翔んだカップル』の主人公。地方の中小企業経営者の息子。高校時代は杉村秋美との関係に耽溺し、ファーストキス、さらには肉体経験をもち、半同棲生活を送る。山葉圭とは相思相愛でありながらすれ違いを続ける。
圭と秋美の双方に心惹かれつつ、最終的には秋美との関係を解消。
1年生のころはボクシング部に所属するも退部。3年生になってから陸上部に所属する。
山葉 圭（やまば けい）
シリーズ全作品に登場。広島県出身。『翔んだカップル』、『新・翔んだカップル』、『続・翔んだカップル』のヒロイン。物語序盤で不動産屋の手違いから勇介と共同生活を送る。高校時代は勇介に好意を抱きながらも勇介と杉村秋美との関係に嫉妬し、素直に想いを伝えることができなかった。
杉村 秋美（すぎむら あきみ）
『翔んだカップル』、『新・翔んだカップル』、『翔んだカップル21』に登場。医師の娘。京都府出身。高校時代は学内随一の秀才だった。勇介に興味を抱き、勇介の圭への想いを認識しつつ積極的にアプローチをかける。
勇介と肉体関係を持ち、半同棲生活を送るがやがて別れを告げられる。
中山 わたる（なかやま - ）
『翔んだカップル』に登場。勇介の級友。圭に好意を抱く。圭と同居生活を送りながら杉村とも関係を深める勇介に嫉妬し、勇介と圭との同居生活を破綻に追い込む。憤りのあまりノイローゼになり、立ち直りを見せた矢先に事故死。
和田先生（わだ -）
高校時代の勇介の担任を3年間にわたって務めた。圭、秋美、中山の1年生時の、久保井の3年生時の担任でもある。勇介と圭の「同居生活」を密告するメモを見た際、独自の判断により最悪の事態を切り抜けさせる。進路の事も含め、勇介にとって一番の恩師。
絵里（えり）
『翔んだカップル』に登場。秋美の留学や中山の死にショックを受けていた勇介と交際するが、圭に嫉妬して関係を悪化させて傷害事件を起こし、勇介と別れる。その後、勇介との交際歴を隠したまま今川と付き合い、肉体関係を結ぶ。
町井（まちい）
『翔んだカップル』、『続・翔んだカップル』に登場。ボクシングジムのトレーナー。高校時代の勇介にボクサーとしての素質を見出した。大学生になった勇介と再会し、プロボクサーとなった勇介の指導にあたる。
今川（いまがわ）
『翔んだカップル』、『新・翔んだカップル』に登場。勇介の友人。勇介を諦めた絵里と交際したことがある。二浪の末大学に合格。
河島（かわしま）
『翔んだカップル』、『新・翔んだカップル』に登場。勇介の友人。陸上部に所属し、後に勇介を陸上部へ誘う。
久保井（くぼい）
『翔んだカップル』に登場。3年生の時の勇介の級友。河島と交際する。
平岩（ひらいわ）
『翔んだカップル』に登場。北条高校を卒業した大学生。秋美に想いを打ち明ける。平岩の方が秋美に合っていると思い込んだことが、勇介が秋美から離れていく一因になる。
本郷 雄二（ほんごう ゆうじ）
『翔んだカップル』に登場。圭の幼なじみ。圭に想いを寄せ、高校2年の1学期に広島から北条高校へ転校してくる。
織田 隼人（おだ はやと）
『翔んだカップル』に登場。北条高校ボクシング部のキャプテンでミドル級の高校チャンピオン。序盤に圭を巡って勇介と騒動を巻き起こす。

### 新・翔んだカップル
田代 勇介（たしろ ゆうすけ）
『翔んだカップル』に続き主人公。高校卒業後に圭と交際を始め、大学3年生の時、圭と結ばれる。
高校から引き続き陸上部に所属するも、大会時に虚しさを覚え退部。その後、荷物の中から高校時代のグローブを見つけ、ボクシングを始める。しかし、怪我を心配する圭の想いをくみ取り、ボクシングも辞める。
山葉 圭（やまば けい）
『翔んだカップル』に続きヒロインとして登場。高校卒業後に勇介と交際する。
藤木（ふじき）
『新・翔んだカップル』に登場。大学時代の圭が所属したテニスサークルの先輩。圭に想いを寄せ、幾度もアプローチを試みる。
老人
『新・翔んだカップル』、『続・翔んだカップル』に登場。元実業家。大学2年生だった勇介をジョギングのパートナーに雇い、人生の岐路に立つ勇介を激励し続けた。勇介の成長を見届けつつ、『続・翔んだカップル』の終盤に病死。

### 続・翔んだカップル
田代 勇介（たしろ ゆうすけ）
主人公。偶然町井と出会い、そのままボクシングを再開することに。さらにプロ試験を受け合格。現役大学生ボクサーとして脚光を浴びるも、けがを心配する圭との関係は悪化。ボクシングと交際の二者択一を迫られ、ボクシングを選び圭と破局する。大学中退後、ボクサーとして東洋太平洋チャンピオンとなり、世界タイトルを狙える位置にまで上り詰めたが、拳を痛め引退した。
山葉 圭（やまば けい）
『翔んだカップル』に続きヒロインとして登場。プロボクサーとなった勇介と関係が悪化し、大学4年生の時に破局。その後、大学ラグビーのスターであった海城和彦と交際を始めるも、海城の負傷により別れる。
寺島 瞳（てらしま ひとみ）
『続・翔んだカップル』に登場。名門女子大に通う社長令嬢。圭と別れた後の勇介と交際。ボクサーを引退した勇介に興味を失い、勇介のもとを去る。
海城 和彦（かいじょう かずひこ）
『続・翔んだカップル』に登場。大学ラグビーのスター選手で、勇介と別れた圭と交際を始める。試合中の負傷がもとで下半身不随になり、圭の求婚を断って音信を絶った。物語終盤で衰弱の末病死。
黒木田 茂（くろきだ しげる）
『続・翔んだカップル』に登場。勇介と同時期にプロライセンスを取得したボクサー。ライト級の日本チャンピオンの座を巡り、2度にわたって勇介と対戦。勇介が唯一敗戦を喫した相手。
遠山 シゲル（とおやま - ）
『続・翔んだカップル』に登場。勇介が所属したボクシングジムの後輩。試合中に脳内出血を起こし死亡。そのことが勇介と圭の破局を招くことになる。

### 翔んだカップル21
※苗字の〔〕は、本人または親の結婚によって姓が変わった登場人物の結婚後の苗字を表す。
田代 勇介（たしろ ゆうすけ）
シリーズ全作品に登場。『翔んだカップル』、『新・翔んだカップル』、『続・翔んだカップル』の主人公。ボクサーとしては世界タイトルを狙える位置にまで上り詰めたが拳を痛め引退。その後別の女性（名前は正子）と結婚し息子（田代勇一）が生まれる。妻とは40歳の頃に死別。警備会社に勤務。
50歳の時に杉村秋美と再会し再婚。
山葉〔白木〕 圭（やまば〔しらき〕 けい）
シリーズ全作品に登場。『翔んだカップル』、『新・翔んだカップル』、『続・翔んだカップル』のヒロイン。高校卒業後に勇介と交際するが大学3年の時に破局。続いて交際した海城和彦と死別。その後別の男性と結婚し、娘（白木佳奈）を産む。広島県出身。
杉村〔田代〕 秋美（すぎむら〔たしろ〕 あきみ）
『翔んだカップル』、『新・翔んだカップル』、『翔んだカップル21』に登場。医師の娘。高校時代は学内随一の秀才だった。勇介と肉体関係を持ち、半同棲生活を送るがやがて別れる。その後未婚のまま崎野潤の娘（杉村真由子）を産む。50歳の時に勇介と再会し結婚。鎌倉でジュエリーショップを経営。京都府出身。
田代 勇一（たしろ ゆういち）
『翔んだカップル21』の主人公。田代勇介の息子。フリーター。山葉圭の娘・白木佳奈と相思相愛の関係になるが、やがて杉村秋美の娘・杉村真由子にも惹かれ始める。9月26日生。
白木 佳奈（しらき かな）
『翔んだカップル21』のヒロイン。山葉圭の娘。勇一と相思相愛の関係になる。大学生。フィットネスクラブのインストラクターをしている。
杉村〔田代〕 真由子（すぎむら〔たしろ〕 まゆこ）
『翔んだカップル21』に登場。杉村秋美の娘。大学生。勇一に興味を抱き、積極的にアプローチをかける。11月3日生。
崎野 潤（さきの じゅん）
『翔んだカップル21』に登場。真由子の父。不倫関係にあった秋美が妊娠したとき、潤が病弱な妻を捨てることができなかったことで秋美は未婚の母となる道を選んだ。物語中盤に秋美母娘に看取られながら病死。
小岩 等（こいわ ひとし）
『翔んだカップル21』に登場。外務官僚。佳奈と交際していたが、勇一が現れたことで別れを告げられた。
山田 加奈（やまだ かな）
『翔んだカップル21』に登場。人妻。勇一を逆ナンパし、交際する。勇一の初体験の相手。
リカポン
『翔んだカップル21』に登場。佳奈の友人。

## 物語の構成要素

### 恋愛

#### 勇介・圭・秋美の三角関係
三人の高校時代に展開された。
高校1年時
勇介は物語開始当初から圭に好意をもっていた。しかしまもなく秋美のことも意識しはじめ、秋美の積極的なアプローチを受け入れキスを交わし、一人暮らしをする秋美の部屋に入り浸るようになる。圭は勇介と秋美との関係を勘づくようになってから次第に勇介のことを意識しはじめるが、関係を深める2人への嫉妬から勇介に対し素直に感情を表すことができなくなる。2学期に秋美が海外留学に出た間も2人はすれ違いを続け、勇介は秋美への想いを募らせる。圭は勇介へ想いを伝えようとしたものの、拒絶されてしまう。
高校2年時
春になり秋美が帰国。勇介は心の安らぎを求めて秋美への依存を強め、肉体関係を結ぶ（なおこの時期、勇介は町井から勇介が一番好きなのは圭だが相性が合うのは秋美だと指摘される）。勇介はしばらく秋美と半同棲生活を送るが密告により解消される。叔母のもとで下宿することを強いられた秋美は退学を覚悟で叔母の家を飛び出し、親から自立することに成功するが、その過程で秋美が自己決定に関する強い意思を発揮する一方自らの行動や人生に対する迷いも見せるのに対して有効なアドバイスができない勇介は自分自身に無力感を覚え、秋美との間に精神的な隔たりを感じるようになる。高校3年を前にした春休みに、勇介は想いを寄せる対象を圭一人に絞り、秋美と別れることを決意。勇介と秋美の交際および三角関係は終わりを迎えた。（ただしこの後も勇介が心理的に圭と秋美との間を揺れ動き、本当に好きなのは秋美ではないかと迷う場面は度々登場する。また、秋美が勇介との破局を苦悩する場面も登場する）

#### 勇介と圭の交際
秋美と別れた勇介は圭との関係を徐々に修復させ、高校卒業後に交際を開始。圭の心が勇介と藤木との間で揺れ動く場面もあったが交際は順調に続く。しかしボクシングと交際の二択を迫った圭に対し勇介がボクシングを選んだことで二人の関係は破局を迎えた。

#### 勇介と秋美の結婚
50歳のときに三人は再会。勇介は圭の後押しを受けて秋美に求婚。秋美はこれを受け入れ、2人は夫婦となった。

#### 勇一・佳奈・真由子の三角関係
勇一と佳奈は知り合って間もなく互いに惹かれあうようになった。やや遅れて勇一と知り合った真由子も勇一に興味を抱くようになり、勇一も徐々に真由子に惹かれ始め、三人は三角関係に陥った。やがて勇一と佳奈は交際を開始し半同棲生活を送るようになるが仲がこじれ、その間に勇一は真由子とも肉体関係を結んだ。どちらをとるか選択を迫られた勇一が悩む場面で『翔んだカップル21』は完結する。

### ボクシング
勇介は高校時代、勧誘されるままにボクシング部に入部。まもなくボクシング部キャプテンの織田を倒すためジムに入門し、町井の指導を受ける。その際町井は勇介のボクサーとしての素質を見抜いていた。勇介は大学入学後将来の進路が定まらない中、2年生の終わりに大学クラブ活動で再び始めたボクシングにのめりこむようになる。3年生の時にプロボクサーとなり、圭との破局を選択してまでもボクシングに没頭した。通算成績23戦22勝（20KO）1敗。獲得タイトルはライト級日本チャンピオン（防衛5回）、ライト級東洋太平洋チャンピオン（防衛4回）。世界ランキング第8位。

## 作品中の設定の変更
時系列
『翔んだカップル』冒頭では、勇介の入学式が1978年度のものとして行われている。一方、『続翔んだカップル』7巻によると、勇介のプロボクシングデビュー戦は1985年12月に行われている。この時勇介は大学3年生であるが、勇介は浪人をせずに大学に合格しているため、『翔んだカップル』冒頭から5年半あまりが経過していることになる。『翔んだカップル』を基準にすると勇介は1983年度に大学3年になっていることになり、2つの作品の間で2年間の時間の修正が行われたことになる。また、『続翔んだカップル』には29歳の勇介と圭がお互いに独身で出会う場面があるが、『翔んだカップル21』では50歳の勇介と圭にそれぞれ21歳の子供がいる設定になっており、2作品間に若干の時間設定の変更がみられる。
その他
『続翔んだカップル』では、勇介は拳を痛めてボクサーを引退したが、『翔んだカップル21』では息子の勇一が肩を痛めて引退したと語るシーンがある。

## 映画版
『翔んだカップル』（とんだカップル）は、1980年7月26日に東宝系で全国劇場公開された日本の青春映画。
相米慎二初監督作品で、鶴見辰吾と薬師丸ひろ子の初主演映画。石原真理子にとってはデビュー作となる。同時上映はアニメの『まことちゃん』など。
ディレクターズ・カット版に当たる『翔んだカップル オリジナル版』が薬師丸の休業中の1982年3月にビデオ発売され、翌1983年3月12日に劇場公開された。同時上映はアニメの『うる星やつら オンリー・ユー』。

### キャスト
- 田代勇介：鶴見辰吾
- 山葉圭：薬師丸ひろ子
- 中山わたる：尾美としのり
- 杉村秋美：石原真理子
- 絵里：前村麻由美
- 和田先生：円広志
- 織田隼人：西田浩
- サル：吉見秀幸
- キツネ：酒井康明
- タヌキ：斉藤建夫
- 榊：岡竜也
- 静子：長谷川純代
- マリ：石川ルミ
- 教頭：三谷昇
- スナックジョーカーのマスター：柳生博
- 文化祭のバンド：H2O
- 星田：真田広之
- 志津：原田美枝子
- バンド：羅文

### スタッフ
- 監督 : 相米慎二
- 製作 : 多賀英典
- プロデューサー : 伊地智啓、金田晴夫
- 脚本 : 丸山昇一
- 撮影 : 水野尾信正
- 美術 : 徳田博
- 編集 : 井上治
- 音楽 : 小林泉美
- 助監督 : 渡辺寿
- ボクシング指導 : 野口一夫（金子ボクシングジム）
- 現像 : 東洋現像所

### 主題歌・挿入歌
- 主題歌 「BOYS」ルイス（作詞：青柳つとむ 作曲・編曲：木森敏之）
- 挿入歌 「ローレライ」「思い出がいっぱい」H2O（作詞：赤塩正樹・山川啓介 作曲：中沢堅司 編曲：林立夫・深町純）

### ロケ地
- 日本大学第二高等学校  - 北条学園高校のシーン
- 田園調布  - 勇介と圭がロードワークするシーン
- 自由が丘 - 杉村と勇介のデートシーン
- 山下公園  - 圭と星田のデート・シーン
- 駒沢オリンピック公園  - 圭と星田のデート・シーン
- 駒沢公園 - 勇介、圭、杉村と星田のデートシーン

### 製作

#### 企画
マンガ好きのキティ・フィルムのオーナーの多賀英典が『翔んだカップル』の映画化権を押さえ、監督に新人の相米慎二を選んだ。相米監督のデビュー作として企画された『翔んだカップル』に、後から薬師丸ひろ子がヒロインとして選ばれた。
多賀が相米を監督に選んだが、特に理由があるわけではなかった。多賀の周辺で映画の素人でなく身軽に動けるのが、たまたま相米だったので監督に選ばれた。プロデューサーの伊地智啓は、相米のいい加減な人生が少年少女の大人になる紆余曲折のプロセスに活かせるのではないかと思った。
相米は「『太陽を盗んだ男』が当たってたらこんな企画が出てきたかどうか。ボクも受けていたかどうか。『太陽を盗んだ男』が結果、興行的にあまり良くなかったのでオリジナルの企画もボチボチ難しそうになってきて、まあ、しゃあないやということでね。キティでわりとノリがよかったもんでね。マジメじゃない、というかデタラメなもんで、与えられれば何とかなるだろうぐらいの軽い気持ちで監督を引き受けたんです」と述べている。
多賀は「伊地智啓と村上龍を組ませたキティ・フィルムの第一作『限りなく透明に近いブルー』はヒットしなかったのですが、僕はどうせ映画をやるんだし、音楽も売りたいんだから、ヒットする映画しか作りたくないと伊地智さんに話をした。次はもっと戦略的にやろうとなったとき、相米に『伊地智と組んで監督をやってみるか』と言った。相米は長谷川和彦の助監督をやっていて、脇から観ていても面白い奴だなと思っていたのです。ただ『僕は青春映画しか作らないし、音楽を当てることしか考えないからね』と言ったら、相米が『だったら薬師丸ひろ子さんを口説いてくれ』と言った。薬師丸ひろ子は角川春樹事務所の専属だったから、僕が森谷司郎さんを手伝っているときに、岡田裕介さんとの付き合いもあったので、東映の坂上順（プロデューサー）とも引き合わせてもらい、薬師丸さんを紹介してもらいました」と証言している。

#### 製作準備
田代勇介役には、当時『3年B組金八先生』（TBSテレビ）で人気を博していた鶴見辰吾が抜擢され、薬師丸も相米監督と伊地知がオーナーや東映のルートを使い、既に『野性の証明』に出演していた角川映画の薬師丸と密かに会うことに成功し山葉役も早めに決まった。
しかし杉村役石原真理子選考だけは難航し、都内の多くの女子校に出向き、張り込みや多くの面接も行なったが杉村役をなかなか見つけられないでいた。
杉村役の選考は難航し都内の多くの女子校に張り込みをしたが、役柄に合う知的で美女の杉村役がなかなか見つからなかった。
既に鶴見と薬師丸は決まっていたが杉村役が見つからないことで総勢1万人近くを見て回った。張り込みや多くの面接も行なったが杉村役を見つけられないでいた土壇場、よもや映画化が難航してきた中でやっと学校帰りの当時聖心女子学院に通っていた清楚なお嬢様で絶世の美女石原真理子を見つける。
聖心女子学院は天皇と所縁あるお嬢様学校で厳しいことから、話が難航するが、相米監督、多賀、制作側が石原の稀に見る美貌に惚れ込み杉村役は石原しかいないと満場一致で晴れて役が決まり制作に取り掛かる準備が整った。
キティアーティストが石原のデビュー映画後も大切に女優として所属させたいと本人及び家族を口説き、女優生活に融通を効かせるために転校も行い映画制作が開始された。
石原はそれまでも20回ほど日本中の街中でスカウトされていたので、最初に自由が丘で映画制作事務所の女性にスカウトされても話を信用せず立ち去ろうとした。だが、既に鶴見、薬師丸、尾身が決まっていたことでこの3人の名前を入れた台本を石原に見せ話を信用させたという。
芸能界でも稀有で唯一に絶世の美女な石原は、それに加えて初めての天皇縁の女子学校出身の女優ということで、しごくセンセーショナルで衝撃的な美しい銀幕デビューを飾った。マスコミはこぞって石原を知的な美女、唯一のお嬢様女優と騒ぎ、石原の美貌と賢さと頭の良さを絶賛し至る所で石原を、彗星の如く現れた唯一の絶世美女、と揶揄し重宝した。
これで晴れてこの映画化は実現したのである。
下駄履き禁止の渋谷東急ホテルへ相米監督は下駄履き・ヒゲもじゃといった風体で薬師丸との面接に現れた。薬師丸は目立たない、スツールから降りても身長が変わらない〔小柄な中学生〕だったと伊地智は記憶している。薬師丸は打ち合わせで呼ばれたと思っていたが、未だ相米監督と伊地智は山葉圭役を選考している最中だった。30分間の面接中、相米は一言も喋らず、薬師丸は映画の裏方になって弁当運びをしたいと話し、薬師丸からどんな役をしたいとかの芝居の話は出なかった。出演することで撮影現場を知り、人脈も作れて、将来映画の裏方の仕事をするのにも役立つと伊地智は薬師丸を説得した。
薬師丸が帰ると残った相米監督と伊地智の二人は山葉圭役に薬師丸をキャスティングすることで意見が一致した。当初、薬師丸は出演を固辞していたが、高倉健からのアドバイスもあり、最終的には出演を了承した。角川書店原作の角川映画で初主演すると思われていた薬師丸が、キティ・フィルムで初主演することになった。

#### 製作

##### 主役
プロデューサーの伊地智啓によれば、相米慎二監督は鶴見辰吾と薬師丸ひろ子を同格の「ゴミ」として扱った。薬師丸は待ち時間に助監督を捕まえては英語を教わることに忙しかった。鶴見と薬師丸のクレジット順などに関して、当事者の2人は気にしていなかった。
鶴見辰吾は相米監督との初面談で飯の食い方が早いか尋ねられた。『翔んだカップル』にはラーメンライス、ステーキ、もやし炒めなど食事のシーンが多かった。鶴見辰吾はもやし炒めを食べるシーンでテイクが重なることでもやしが無くなってしまうが、薬師丸が自分の分とは別に鶴見分を残すようにしていた。

##### 新人監督
相米監督は新しい試みを色々実行しようとしたが反対する人も多かった。単純に新人監督を見下す人や不安視するベテランもいた。「〔新人監督が〕ほとんど演技のできない子供を集めて〔映画が作れるのか? 〕」といったものもあった。それらは、陰口だけではなく、あからさまのこともあり、撮影現場で直接監督に意見する人もいた。新人監督の相米が辛い立場なのは薬師丸も理解していた。
鶴見は相米監督からドラマ『3年B組金八先生』（1979年）みたいな陰気な芝居をしないように注意された。1カット撮影するのに1日を掛けてくれたので、鶴見は緊張感から開放された。相米監督は演技の未熟な薬師丸たちが出来るようになるまで撮影に時間を掛けてくれた。その時間の長さが相米監督の愛情だったと薬師丸は思っている。
相米監督からの指示は抽象的な言葉で、鶴見が具体的な内容を尋ねても自分で考えるように言われた。大雨の夜のシーンでも、相米監督は「日本一の傘の芝居」をするように言うだけで具体的な指示はなく、鶴見に考えさせた。薬師丸も相米監督から「自分で考えろ」とよく言われた。
メインキャストの鶴見・薬師丸・尾美としのり・石原真理子の4人は相米監督から「ゴミ」・「ガキ」と常に怒鳴られていた。薬師丸は監督に褒められるために、何回も自転車で壁に突っ込むシーンに挑んだ。
相米監督は決定稿にもある序盤の「勇介の田舎の生活」・「上京する電車シーン」を撮影していない。勇介にとって重要な女性であるスナック・ジョーカーの絵里は、映画の早い段階で出てきてこそ意味があるはずなのに、そこがカットされてしまったと伊地智は指摘している。
伊地智は、ラストのモグラ叩きのシーンで薬師丸のクローズアップがないので、相米監督にリテイクを命じたが、相米は全く同じように撮り直してきた。そのため、最終的にリテイク前の最初のテイクが映画では使われている。伊地智はリテイクは無視されたが、わだかまりはなくモグラ叩きのシーンの良さは理解していると発言している。
日数オーバーは1週間ぐらい、予算も1億を超えないで、相米監督の作品のうちでも一番順調な映画だったと伊地智は答えている。

### 封切り
当初、『翔んだカップル』は山口百恵引退記念映画『古都』の併映作として企画されたが、諸事情からアニメ映画『まことちゃん』と同時公開されることになった。山口百恵の併映作なら当然ヒットしただろうが、思わぬ形で薬師丸の実力が試されることになった。
大ヒットとはならなかったが、目標とした興行成績を達成し、一応の成功をおさめた。キネマ旬報1981年2月下旬号によれば、百恵・友和シリーズに代わって公開された本作は、興行的に同シリーズに及ばなかったが善戦したと評価されている。キネマ旬報や写真集『フラッシュバックひろ子』では配給収入が8億円となっている。東宝で配給収入8億円は創立50周年記念映画『海峡』（高倉健主演）とほぼ同じ。一方、『FLASH』誌上で多賀英典は5億円弱の配給収入だったと述べている。
映画評論家の野村正昭によれば、興行関係者たちは薬師丸の人気上昇や写真集の売上などに詳しくなかったので本作のヒットを予想できなかった。

### 評価
第54回（1980年度）キネマ旬報ベストテンでは日本映画ベスト・テン第11位、読者選出第9位となった。
相米監督自身は、もっと冗談ぽく軽めに作れば、より悲しさが際だったはずなのに徹底出来なかったと反省をしている。
当時、大学のシネマ研究会にいた武藤起一はマンガ原作のアイドル映画だと思って見に行ったが、相米監督と薬師丸に衝撃を受け他のメンバーに見に行くように勧め、武藤自身は映画館で6回見ている。この映画で相米監督・薬師丸という才能に出会った人は多かったのではないかと発言している。
樋口尚文は相米監督の新鮮な表現方法が薬師丸の新鮮な魅力を引き出したと評価している。
評判の良かった部分は〔当時の〕薬師丸にはよく分からなかった。ただ、雨の中から家に帰ってきた圭が鏡に写るシーンが綺麗に撮れていて気に入っている。『翔んだカップル』が評価されたことは、薬師丸が映画を続ける原動力になった。

### 受賞歴
- 第2回ヨコハマ映画祭
  - 新人監督賞：相米慎二
  - 脚本賞：丸山昇一（『野獣死すべし』と合わせての受賞）
  - 主演女優賞：薬師丸ひろ子
- 第6回映画ファンのための映画まつり（現・おおさかシネマフェスティバル）
  - 新人監督賞：相米慎二
  - 脚本賞：丸山昇一
  - 主演女優賞：薬師丸ひろ子
- 第4回日本アカデミー賞[37]
  - 話題賞 作品部門：『翔んだカップル』
  - 話題賞 俳優部門：薬師丸ひろ子

### 後の作品への影響
薬師丸は『翔んだカップル』の相米監督との相性が非常に良かったので、次の映画（『ねらわれた学園』）の大林宣彦監督の現場に慣れるのに時間が掛かってしまった。これは「相米病」になっていたためと薬師丸は説明している。薬師丸は相米監督の次作『セーラー服と機関銃』にも出演している。
鶴見も「相米病」のため、他の現場が物足りなく感じたと話している。鶴見は相米監督作品には本作以外に『台風クラブ』と遺作の『風花』にも出演している。

### 関連ソフト

#### 映像ソフト
- 翔んだカップル 完全オリジナル版（VHS型/βII型、ポニー、1982年3月1日発売）[3]
- 翔んだカップル 完全オリジナル版（DVD 1枚、ポニーキャニオン、2001年12月5日発売）
- 薬師丸ひろ子 限定プレミアムBOX（DVD 4枚組、角川映画、2001年12月21日発売）
  - Disc 3に収録。
- 翔んだカップル オリジナル版 HDリマスター版 (DVD 1枚、オデッサ・エンタテインメント、2015年5月2日発売)

#### サウンドトラック
- 『翔んだカップル オリジナルサウンドトラック』（キティレコード MKF-1067）
- 『ラブコール HIROKO 翔んだカップル オリジナル盤』（キティレコード 28MS-0030）- ビクチャー・レコード仕様

### 備考
- 主演の薬師丸ひろ子と鶴見辰吾は幼稚園・小学校の同級生[40][41]。共演は小学校の学芸会以来だった[16]。
- キティ・フィルムが薬師丸へコンタクトしようとしていた時、東映の坂上順プロデューサーから薬師丸は普通に学校に通ってるから無理だと思うと忠告された[14]。
- 『FLASH』誌上でキティ・フィルム代表多賀英典は、出演交渉時の薬師丸は芸能事務所に所属していなかったと証言している[14]。

## テレビドラマ版

### 翔んだカップル
1980年10月3日から1981年4月10日まで、フジテレビ系で毎週金曜日の19:00 〜 19:30に放映された。コメディータッチのドラマであり、回が進むにつれて原作とかけ離れた内容となっていった。全27回。
レギュラー版が放映される1年前の1979年には、ずうとるびの今村良樹が勇介役を演じた深夜単発ドラマ版が制作・放映されている。出演者に関しては、今村以外はレギュラー版とほぼ同じキャスティングであった。
この番組終了後、『翔んだライバル』、『翔んだパープリン』とそれぞれタイトルに「翔んだ」の付いたドラマが続けて制作されたが、内容の繋がりは無い。
それまで注目されることの無かった出演者のNGシーン（失敗テイク）を採り上げた最初の番組だといわれている。番組の最後にNG集として毎週2、3場面のNGを放送していた。

NGを採り上げたきっかけは、ある回において編集が終了し、番組を納品するという段階になってタイムキーパーのミスで番組の尺（時間）が2分ほど不足したことが発覚し、それを埋めるための苦肉の策として、NG集を付け足して納品・放映したことによる。このNG集によってそれまで低調だった視聴率が見る見るうちに上昇し、当番組の後継番組においてもエンディングロールの後はNG集で締めるのが恒例となり、またこの番組の成功がその後の『FNS番組対抗NG大賞』に繋がるきっかけとなる。
また第13回と最終回にあたる第27回は、丸ごとNG集となっている。このためドラマとしては25回分となり、第26回放送分で完結する。
ドラマとしてのラストも、圭・勇介・織田の三人が共同生活をした家のキッチンで手を取り合って笑い合っているところで幕が引かれ、カメラが引いていくとその様子を他の出演者全員で観覧しており、古文教師役の佐藤B作によって主要キャストの紹介が一人一人行われ、檀上に登ったキャストによって挨拶が行われる、というものであった。
画面にコンピュータグラフィックス（CG）による効果を多用している点も画期的であった。当時は同手法が開発されたばかりで、画像処理にコストと手間がかかった。この作品以降は各テレビ局が多くの番組で使用することになる。
企画は映画版のプロデューサーも務めたキティフィルムの金田晴夫。
本作は東映が実制作を行い、東映大泉ビデオスタジオ（現在は吸収されて東映テレビ・プロダクション）でセット撮影が行われるとともに、美術デザイナー・桑名忠之や、照明技師・梅谷茂、録音技師・林鉱一らをはじめとする東映東京撮影所のスタッフが制作を担当した。
放送終了後しばらくして放送された、90分枠の総集編が存在する。
- テレビドラマ版はこれまでにDVD・ブルーレイなどの発売はされていない。

#### キャスト
- 田代勇介：今村良樹（ずうとるび、単発版のみ）→芦川誠
- 山葉圭：桂木文
- 中山わたる：宮脇康之（のちの宮脇健）
- 織田隼人：轟二郎
- 梨本慎吾：柳沢慎吾
- 杉村秋美：中帆登美
- サル：水島びん（のちの水島敏照）
- キツネ：深見博（のちの深見亮介）
- タヌキ：秋山武史
- 山野熊代：蔦木恵美子
- テニス部キャプテン・磯崎：坂本あきら
- 古文教師：佐藤B作
- 北条学園校長：北村和夫
- 麻茶れい
- 岡本プク （のちの珠子）
- ベンガル
- 松金よね子
- 南たかし
- 中山わたるの母：久里千春（ゲスト出演）
- 三浦ちゑ子（轟二郎の実母・ゲスト出演）
- チャンバラトリオ（ゲスト出演）
- H2O（ゲスト出演）
- 2年後の想像上の山野熊代：辻沢杏子（ゲスト出演）

- 劇団ひまわり
- 劇団日本児童

#### 声の出演
- 松島みのり

#### スタッフ
- 演出 : 牛窪正弘（フジテレビ）
- 企画 : 金田晴夫（キティ）
- 脚本 : 岡部俊夫、岩城未知男、永井準
- プロデューサー : 塚田圭一（フジテレビ）
- 音楽 : 川辺真
- デザイン : 桑名忠之
- 美術進行 : 石井正男
- 装飾 : 新井栄治、萩原雅宏
- 衣裳 : 久保里誉志（東京衣裳）
- メイク : 佐々木睦子
- スチール : 村山篤人（フジテレビ）
- 照明 : 梅谷茂
- TD : 小菅武
- 映像 : 石井正一（パビック）
- カメラ : 北山善弘
- 音声 : 林鉱一
- 編集 : 正木俊行
- 映像効果 : 金田全央、小高金次
- 音響効果 : 小堀叡智
- 演出補 : 小野原和宏、沖田新司
- TK : 増田由美
- 制作補 : 倉元敏弘（東映大泉ビデオスタジオ）
- 協力 : 講談社、サギノミヤ製作所、美津濃スポーツ、としまえん、R&D アール アンド ディ
- 技術協力 : パビック
- 編集 : 東洋現像所ビデオセンター （現IMAGICA）
- 美術協力 : 東映美術センター（現東映東京撮影所美術部）
- スタジオ : 東映大泉ビデオスタジオ （現東映テレビ・プロダクション）
- 制作著作 : フジテレビ

#### 主題歌
- H2O『僕等のダイアリー』 : 作詞来生えつこ、作曲来生たかお、編曲星勝

| フジテレビ 金曜19時台前半枠                                           | フジテレビ 金曜19時台前半枠                                           | フジテレビ 金曜19時台前半枠   |
| 前番組                                                                | 番組名                                                                | 次番組                        |
| --------------------------------------------------------------------- | --------------------------------------------------------------------- | ----------------------------- |
| 正解のないクイズ （1979.10 - 1980.6） ↓ ドカベン（再） （1980.7 - 9） | 翔んだカップル （本放送） （1980.10 - 1981.4） 【当番組よりドラマ枠】 | 翔んだライバル （1981.4 - 9） |

### 新・翔んだカップル
1984年1月23日と7月23日に、フジテレビ系の月曜ドラマランドで放送。全2話。

#### 出演者
- 石川秀美
- 永瀬正敏
- 佐藤B作
- 大友美幸
- 竹中直人
- レオナルド熊
- 所ジョージ
- 轟二郎
- 佐渡稔
- 坂本あきら

#### スタッフ
- 演出 : 牛窪正弘
- 脚本 : 首藤剛志、土屋斗紀雄、岡部俊夫
- 音楽 : 風戸慎介

## ラジオドラマ
ニッポン放送「キリンラジオ劇場」内で放送。

### キャスト
- 田代勇介：神谷明
- 山葉 圭：榊原郁恵
- 玄田哲章
- 尾美としのり
- 石原真理子